# Morinda angolensis
Morinda angolensis är en måreväxtart som först beskrevs av Ronald D'Oyley Good, och fick sitt nu gällande namn av Frank White. Morinda angolensis ingår i släktet Morinda och familjen måreväxter. Inga underarter finns listade i Catalogue of Life.